# Kai Strobel

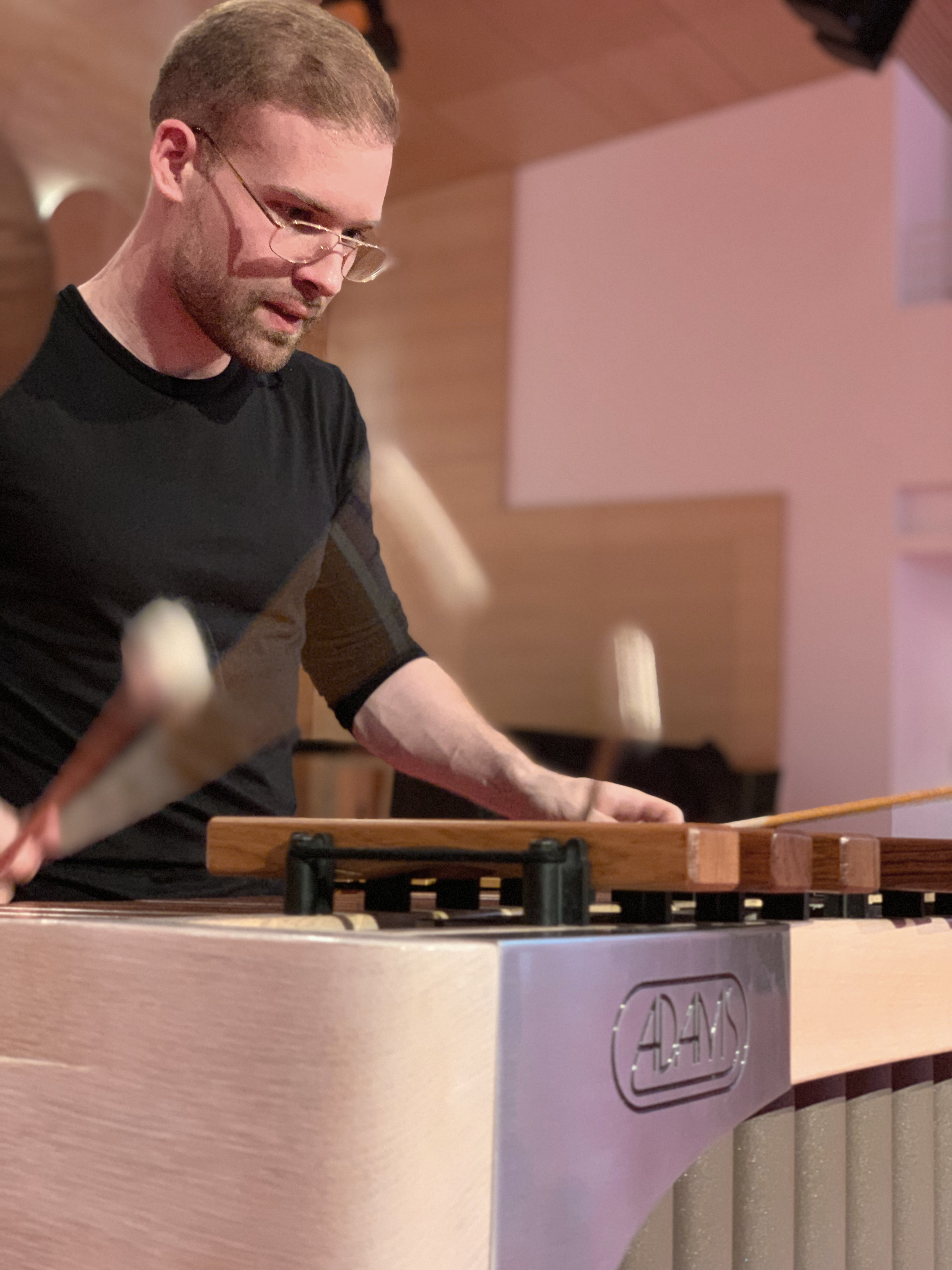
Kai Strobel im Hospitalhof Stuttgart 2019

Kai Strobel (* 25. März 1992 in Herrenberg) ist ein deutscher Schlagzeuger, Perkussionist und Komponist.

## Leben und Leistungen

### Beruflicher Werdegang
Seinen ersten Unterricht erhielt Strobel im Alter von 6 Jahren von Prof. Marta Klimasara. Während seiner Schulzeit am Albert-Einstein-Gymnasium (Böblingen) absolvierte Strobel ein Jungstudium an der Hochschule für Musik und Darstellende Kunst Stuttgart. Im Anschluss an sein Abitur studierte er Schlagzeug an der Anton Bruckner Privatuniversität Linz.
2021 wurde er zum Gastprofessor am Royal Northern College of Music in Manchester berufen. Seit 2022 ist er Professor am Conservatorio della Svizzera italiana in Lugano.

### Auszeichnungen
In seiner Kindheit und Jugend wurde Strobel vielfach beim Wettbewerb Jugend musiziert ausgezeichnet. Er gewann zahlreiche erste Preise bei internationalen Wettbewerben, so bei der TROMP Percussion Competition Eindhoven im Jahre 2018 und beim Internationalen Musikwettbewerb der ARD im Jahr 2019. Er ist Stipendiat der Deutschen Stiftung Musikleben, des Deutschen Musikrats und Laureat der internationalen Sommerakademie Mozarteum Salzburg.

### Auftritte
Als Solist trat Strobel unter anderem mit dem Symphonieorchester des Bayerischen Rundfunks, dem Tonkünstler-Orchester Niederösterreich, den Berliner Symphonikern, dem Philharmonischen Orchester der Hansestadt Lübeck, der Württembergischen Philharmonie Reutlingen, dem Asko-Schönberg Orchester, dem Musicum Collegium Basel und der Staatskapelle St. Petersburg auf und gab Konzerte im Rahmen verschiedener Festivals, wie den Salzburger Festspielen, dem Internationalen Kammermusikfestival Schiermonnikoog, dem Musical Olympus Festival St. Petersburg und dem Les Estivales de musique en Médoc. Als Solist brachte er mehrere Stücke zur Uraufführung, so Kompositionen von Johannes Julius Fischer, Anders Koppel und Omar Massa.

### Sonstiges
Mit seinem Kammermusik-Partner und Bruder Marc Strobel rief er die Boum-Percussion Academy ins Leben, einem Musik-Lehrgang, der seit 2021 regelmäßig im Großraum Stuttgart stattfindet. Neben seiner künstlerischen und pädagogischen Laufbahn ist Kai Strobel stetig darauf aus, die Möglichkeiten und die Einsetzbarkeit des Schlagwerks weiter auszubauen. Durch Komponieren und Arrangieren für seine Ensembles erweitert Kai nicht nur die Schlagwerk-Literatur, vielmehr bezieht er den musikalisch-historischen Hintergrund von Komponisten und die Tonsprache älterer Instrumente in seine Arrangements ein und zeigt damit einmal mehr die vielschichtigen Möglichkeiten des Schlagwerks auf.

### Einspielungen
- J. S. Bach: Konzert für 4 Cembali in a-Moll, BWV 1065, Arr. für 8 Marimbas und Orchester mit Wave Quartet und L’Orfeo Barockorchester (2017)[10]
- André Jolivet: Heptade für Trompete und Percussion mit Simon Höfele (2018)[11]
- Fair Wind (2020)[12]
- Neotango Episodes (2023)